# Epipactis dunensis
Epipactis dunensis là một loài thực vật có hoa trong họ Lan. Loài này được (T.Stephenson & T.A.Stephenson) Godfery mô tả khoa học đầu tiên năm 1926.

## Hình ảnh

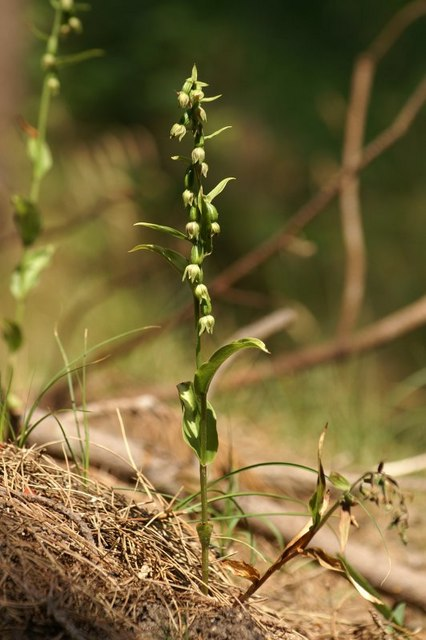
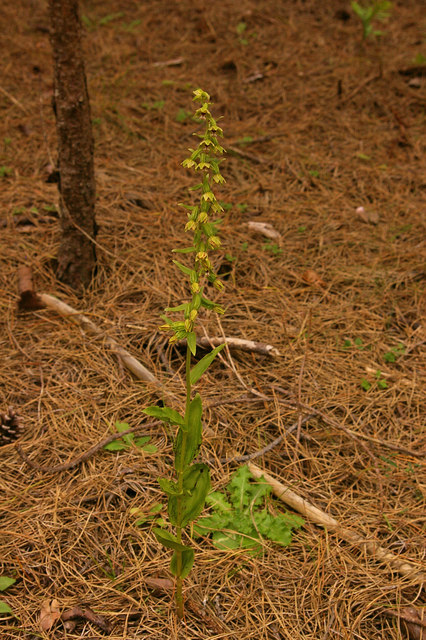
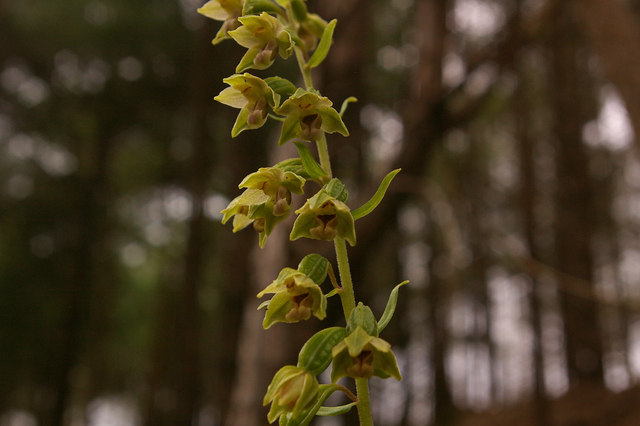